# Between the Sheets (film)
Between the Sheets è un film romantico del 2003 del regista Michael DeLuise. È stato uno degli ultimi film dell'attore Jonathan Brandis, morto suicida all'età di 27 anni.

## Trama
Una coppia di attori, protagonisti di un film, decidono di instaurare una finta relazione sentimentale al solo scopo di promuovere l'opera cinematografica che li vede protagonisti.